# Newark (New Jersey)
Pour les articles homonymes, voir Newark.
Newark (prononcé en anglais : /ˈnu.əɹk/) est une ville américaine, ville la plus peuplée de l'État du New Jersey. Située dans le comté d'Essex, elle fait partie de la banlieue de New York. Elle accueille le second plus important aéroport de l'agglomération new-yorkaise avec l'aéroport international Liberty de Newark, situé à 15 km de Manhattan. Lors du recensement des États-Unis de 2020, elle compte 305 344 habitants.

## Histoire
Newark est fondée en 1666 par des puritains du Connecticut menés par Robert Treat venant de la colonie de New Haven. La ville est d'abord dirigée par une assemblée théocratique de fidèles jusqu'à l'arrivée de nouveaux arrivants. Le 31 octobre 1693, elle est réorganisée en township du New Jersey fondé sur le terrain de Newark qui est d'abord acheté le 11 juillet 1667. 
Newark est reconnue par une charte royale le 27 avril 1713. Pendant la guerre d'indépendance des États-Unis, des troupes britanniques firent plusieurs raids dans la ville.
Le 21 février 1798, Newark fut reconnue par le Township Act de 1798 de la Législature du New Jersey comme l'un des 104 premiers townships du New Jersey. Pendant cette période comme township, certains terrains furent pris pour créer les townships de Springfield le 14 avril 1794, de Caldwell le 16 février 1798, d'Orange le 27 novembre 1806, de Bloomfield le 23 mars 1812 et de Clinton le 14 avril 1834 (qui a été réabsorbé par Newark le 5 mars 1902). 
Newark fut à nouveau reconnu comme une cité le 11 avril 1836 après un référendum tenu le 18 mars 1836. Le quartier indépendant de Vailsburg fut rattaché à Newark le 2 janvier 1905. En 1926, le township de South Orange pris le nom de Maplewood. Ainsi, une partie de Maplewood nommée Ivy Hill fut rattachée au quartier de Vailsburg.
Les industries prospérèrent dans la cité au XIXe siècle et au début du XXe siècle tandis que sa population augmentait fortement. Elle connut des tensions lors de la lutte pour les droits civiques et un déclin urbain dans la deuxième moitié du XXe siècle, culminant lors des émeutes de Newark en 1967, qui laissent 26 morts. La ville connaît une période de dynamisme depuis les années 1990.

## Toponymie
Le nom de la ville viendrait de Newark-on-Trent, une ville d'Angleterre dans le Nottinghamshire, à cause de l'influence du premier pasteur Abraham Pierson qui bien que venant du Yorkshire avait dû y exercer son ministère,,. Mais on suppose également que Pierson ayant dit que la communauté devait refléter la nouvelle tâche à venir, la ville devait s'appeler « New Ark » (la Nouvelle Arche) pour rappeler la nouvelle Arche d'alliance et certains colons y virent une « Nouvelle Œuvre » (New Work) incarnant le nouveau travail qu'ils avaient à accomplir avec l'aide de Dieu. Quelle que soit son origine, le nom fut réduit à Newark, bien que l'on trouve des références à « New Ark » dans des lettres écrites par des personnages historiques tels que David A. Ogden dans une demande de dédommagement et James McHenry, jusqu'en 1787.

## Géographie
Newark a une superficie de 63 km2 et est celle qui a la plus petite superficie après sa voisine, Jersey City, parmi les 100 villes les plus peuplées des États-Unis. 
L'altitude maximale y est de 83 m, la minimale est de 0 m, et l'altitude moyenne de 17 m. Historiquement, les quartiers situés en hauteur sont aussi les plus riches, par exemple ceux de Forest Hill, High Street, et de Weequahic. 
Newark est entourée par des banlieues résidentielles à l'ouest, par la Passaic River et la baie de Newark à l'est, par des zones urbaines denses au sud et au sud-ouest, et par des banlieues des classes moyennes et des zones industrielles au nord.

### Quartiers
Newark est la ville la plus peuplée ainsi que l'une des plus diversifiée du New Jersey au niveau de l'origine de ses habitants après Jersey City. Ses différents quartiers accueillent des gens d'origines différentes, dont des Afro-Américains, des Portoricains, des Italiens, des Portugais (Newark possède la plus grande communauté portugaise des États-Unis), des Juifs, des Africains de l'ouest, ainsi que des Brésiliens, Équatoriens et Haïtiens.
La ville est divisée en cinq circonscriptions administratives, qui sont souvent utilisées par les habitants pour indiquer l'endroit où ils résident. Cependant, ces dernières années, les riverains ont commencé à délimiter plusieurs quartiers plus spécifiques. En général, les zones industrielles se situent dans les aires sud et est, près de l'aéroport et du port, alors que les zones résidentielles se trouvent dans les aires nord, centrale, et ouest.
Les principaux quartiers sont :

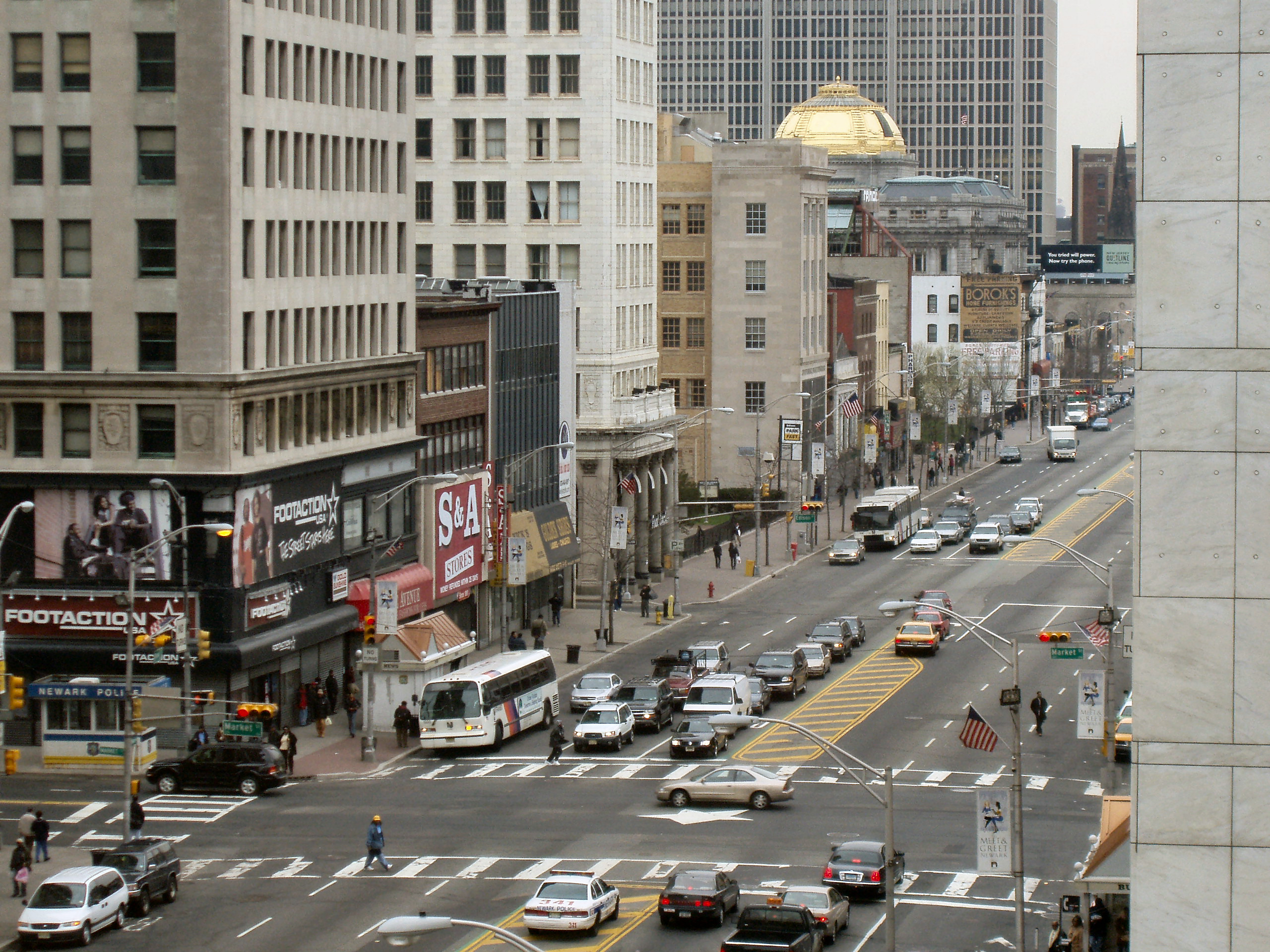
L'intersection des rues Broad et Market, vue depuis le Prudential Financial Building, à Downtown Newark.

- Broadway : un quartier plutôt pauvre où réside la communauté portoricaine ;
- Dayton ;
- Downtown : le centre-ville est le quartier central des affaires, de la culture, et du gouvernement local. Il est situé sur une courbe de la Passaic River. L'Interstate 280 (New Jersey) est située juste au nord. C'est ici que la ville a été fondée par les puritains ;
- Clinton Hill : quartier résidentiel ;
- Fairmount : quartier afro-américain ;
- Forest Hill : quartier aisé, où l'on peut trouver des maisons de styles Beaux-Arts, victorien, colonial, gothique, et Spanish Revival ;
- The Ironbound ;
- Mount Pleasant : c'est une Urban Enterprise Zone pauvre ;
- Roseville ;
- Seventh Avenue ;
- Springfield/Belmont ;
- University Heights : le quartier accueille quatre universités : la Rutgers University (campus de Newark), le New Jersey Institute of Technology, la University of Medicine and Dentistry of New Jersey (UMDNJ), et le Essex County College ;
- Vailsburg ;
- Weequahic : quartier d'accueil historique de la communauté juive ;
- West Side.

La géographie de la ville est ainsi faite que seul le Central Ward est directement relié avec le centre-ville alors que tous les autres en sont séparés par des voies autoroutières ou ferroviaires.

### Climat
Newark a un climat continental chaud et humide en été (des pointes au-delà de 38 °C ne sont pas rares) et parfois très froid en hiver. Elle bénéficie toutefois de températures moyennes plus élevées que la moyenne des villes de la même latitude sur le continent (voire plus au sud, comme Pittsburgh ou Saint-Louis), grâce à la conjonction de l'action légèrement modératrice de l'Atlantique et de la protection des Appalaches. Le record de chaleur fut atteint le 22 juillet 2011 avec 42 °C et le record de froid fut atteint le 9 février 1934 avec −26 °C.
| Mois                              | jan. | fév. | mars  | avril | mai   | juin  | jui.  | août | sep. | oct. | nov. | déc. | année   |
| --------------------------------- | ---- | ---- | ----- | ----- | ----- | ----- | ----- | ---- | ---- | ---- | ---- | ---- | ------- |
| Température minimale moyenne (°C) | −4   | −3   | 1     | 7     | 12    | 17    | 21    | 20   | 16   | 9    | 4    | −1   | 8,2     |
| Température moyenne (°C)          | 0    | 1,5  | 6     | 12    | 17    | 22,5  | 25,5  | 24,5 | 20,5 | 13,5 | 8,5  | 3    | 12,8    |
| Température maximale moyenne (°C) | 4    | 6    | 11    | 17    | 22    | 28    | 30    | 29   | 25   | 18   | 13   | 7    | 17,5    |
| Record de froid (°C)              | −22  | −26  | −14   | −9    | 1     | 5     | 11    | 7    | 2    | −4   | −11  | −22  | −26     |
| Record de chaleur (°C)            | 23   | 24   | 32    | 36    | 37    | 39    | 42    | 41   | 41   | 34   | 29   | 24   | 42      |
| Précipitations (mm)               | 89,9 | 75,9 | 106,2 | 106,7 | 103,9 | 102,1 | 120,9 | 94   | 97   | 91,4 | 92,7 | 96,8 | 1 177,5 |

| Diagramme climatique                                  |         |          |          |           |           |           |        |        |         |         |         |
| J                                                     | F       | M        | A        | M         | J         | J         | A      | S      | O       | N       | D       |
| 4−489,9                                               | 6−375,9 | 111106,2 | 177106,7 | 2212103,9 | 2817102,1 | 3021120,9 | 292094 | 251697 | 18991,4 | 13492,7 | 7−196,8 |
| Moyennes : • Temp. maxi et mini °C • Précipitation mm |         |          |          |           |           |           |        |        |         |         |         |

## Démographie
| Groupe                           | Newark | New Jersey | États-Unis |
| -------------------------------- | ------ | ---------- | ---------- |
| Afro-Américains                  | 52,4   | 13,7       | 12,6       |
| Euro-Américains                  | 26,3   | 68,6       | 72,4       |
| Autres                           | 15,3   | 6,4        | 6,4        |
| Métis                            | 3,9    | 2,3        | 2,9        |
| Asio-Américains                  | 1,6    | 8,6        | 4,8        |
| Amérindiens                      | 0,6    | 0,3        | 0,9        |
| Total                            | 100    | 100        | 100        |
|                                  |        |            |            |
| Hispaniques et Latino-Américains | 33,8   | 17,7       | 16,7       |

Selon l'American Community Survey, pour la période 2011-2015, 53,53 % de la population âgée de plus de 5 ans déclare parler l'anglais à la maison, 31,99 % déclare parler l'espagnol, 7,68 % le portugais, 2,43 % une langue africaine, 1,09 % le français, 0,71 % un créole français et 2,59 % une autre langue. 

### Pauvreté et chômage
La pauvreté demeure un problème sérieux à Newark, malgré sa revitalisation ces dernières années. Les émeutes de 1967 ont fait chuter la population, tendance qui, continuant des années 1970 aux années 1990, a fait perdre environ 100 000 habitants à la ville. 28,4 % de la population et 25,5 % des familles sont en dessous du seuil de pauvreté. Le taux de chômage est, quant à lui, de 12 %.

## Économie

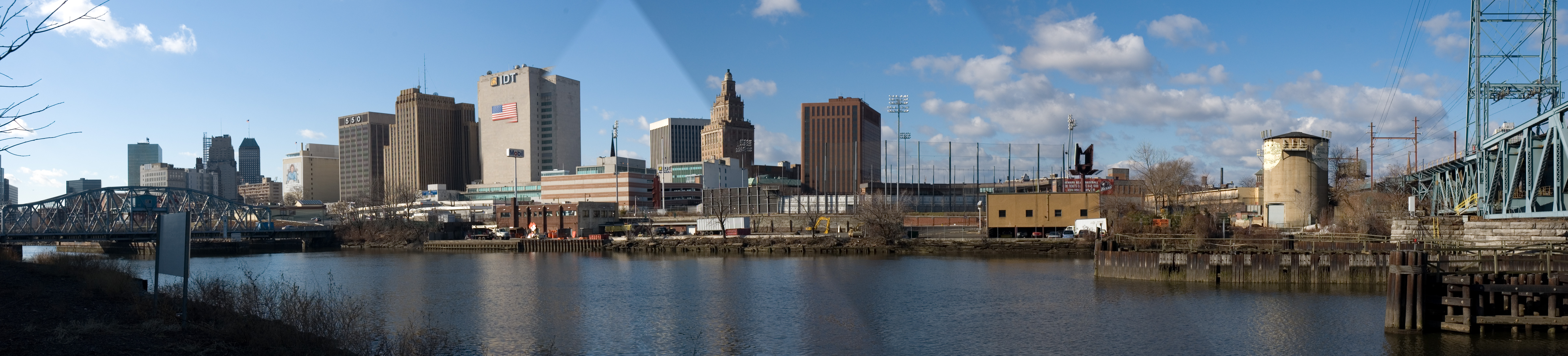
Panorama de Newark depuis Harrison.

Newark est le troisième plus grand centre d'assurances du pays après New York et Hartford. Prudential Insurance et Mutual Benefit Companies sont originaires de cette ville. Beaucoup d'autres compagnies ont leur siège social à Newark, dont International Discount Telecommunications, New Jersey Transit, Public Service Enterprise Group (PSEG), Verizon, et Horizon Blue Cross Blue Shield of New Jersey. Huit sièges de grands groupes bancaires sont situés dans la ville, dont ceux des trois plus importantes banques du New Jersey.
Autrefois première source de revenu, l'industrie est aujourd'hui remplacée en partie par le domaine des transports, proposant 24 000 emplois en 1996, et les services ; mais la ville conserve aussi ses nombreuses usines, situées au sud d'Ironbound, dont une grande brasserie.

## Éducation

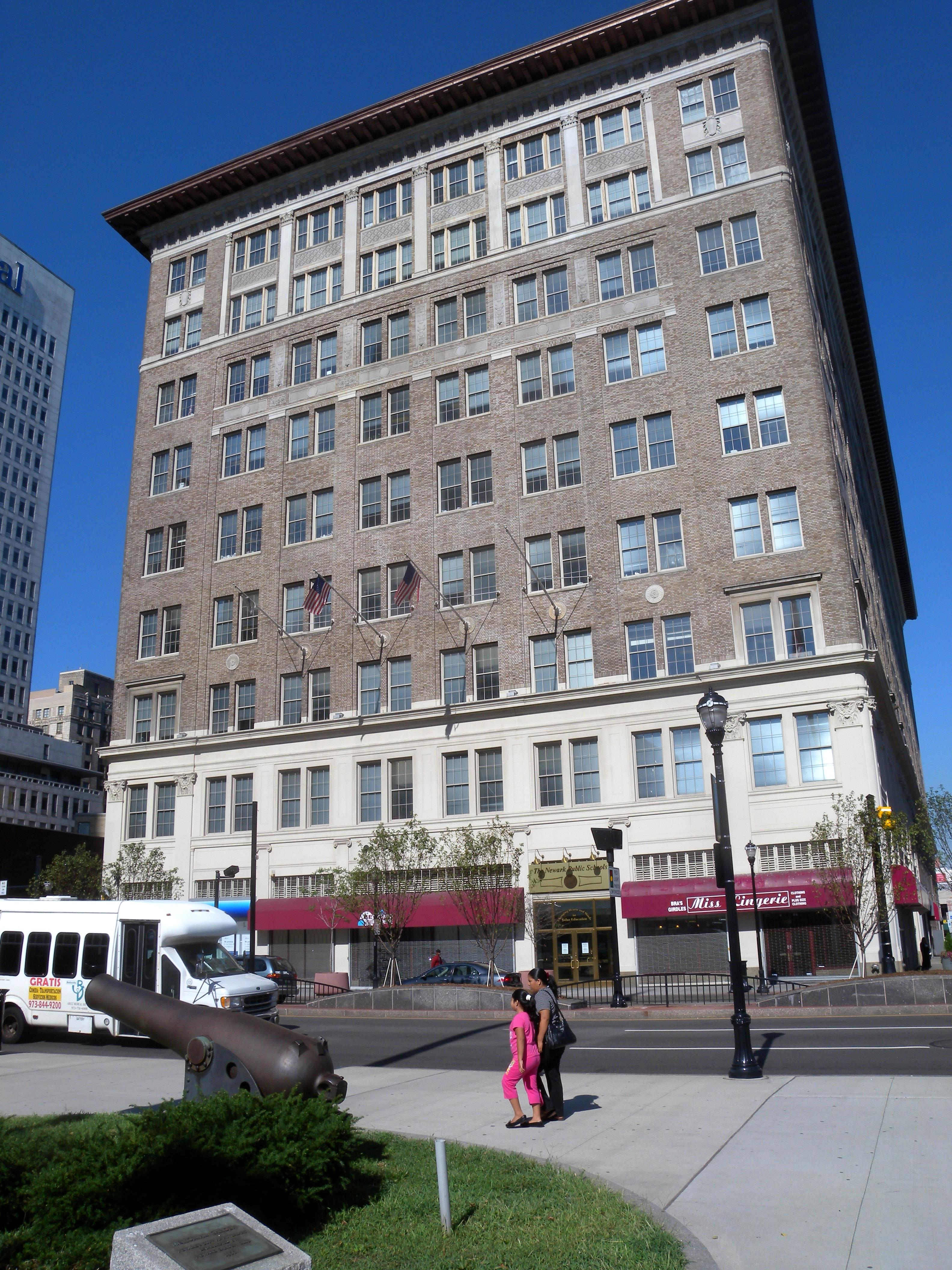
Siège des Écoles publiques de Newark.

Les universités de la ville sont l'université Rutgers, le New Jersey Institute of Technology (NJIT), la Seton Hall University School of Law, la University of Medicine and Dentistry of New Jersey (Newark Campus), et le Essex County College. La plupart des institutions académiques de Newark sont situées dans le quartier d'University Heights. Rutgers-Newark et le NJIT proposent actuellement des programmes d'expansion, nécessaires au vu du nombre grandissant d'étudiants à loger et à instruire.
La ville dépend du district scolaire Écoles publiques de Newark, dont le nombre d'élèves s'élève à 45 000, ce qui en fait le système le plus important de l'État du New Jersey.

## Culture

### Architecture
On trouve dans le centre-ville plusieurs bâtiments remarquables de style Beaux-Arts, comme le Veterans' Administration building, le Newark Museum, la Newark Public Library, et la Essex County Courthouse, construite par Cass Gilbert. On peut aussi y trouver des gratte-ciel des années 1920 et de style Art déco dont le 1180 Raymond Boulevard, la Newark Penn Station, et la Arts High School. L'architecture gothique apparaît à travers la cathédrale-basilique du Sacré-Cœur de Newark, l'une des plus grandes cathédrales gothiques du pays. Newark dispose aussi de deux sculptures publiques de Gutzon Borglum — Wars of America à Military Park et Seated Lincoln devant la Essex County Courthouse.

### Musées
Le Newark Museum dispose d'une collection d'art importante, dont le département tibétain est considéré comme l'un des meilleurs du monde. La ville accueille aussi la New Jersey Historical Society, qui organise des expositions temporaires sur le New Jersey et Newark. La Newark Public Library produit aussi des expositions de ce genre. On peut aussi visiter les nombreuses galeries d'art dont City Without Walls (cWOW) et Aljira. Cette dernière expose les « artistes émergents ou sous-représentés ». cWOW est une galerie d'art contemporain active depuis 1975, située dans le quartier de The Coast, où sera prochainement construit un nouveau musée, le Museum of African-American Music (MOAAM).

### Media
Le Star-Ledger, appartenant à Advance Publications, est le principal journal de l'État mais est basé en dehors de Newark. La proximité de la ville avec New York fait qu'elle ne dispose pas de chaîne télévisée spécifique, mais WNET, une station du Public Broadcasting Service, lui est dédiée.

### Sports
| Club                  | Sport            | Fondation                   | Ligue                                   | Salle                       |
| --------------------- | ---------------- | --------------------------- | --------------------------------------- | --------------------------- |
| Devils du New Jersey  | Hockey sur glace | 1974 (depuis 2007 à Newark) | LNH                                     | Prudential Center           |
| Sirens de New York    | Hockey sur glace | 2023                        | Ligue professionnelle de hockey féminin | Prudential Center           |
| Pirates de Seton Hall | Basket-ball      | 1908–1909                   | Big East Conference (NCAA)              | Prudential Center           |
| Express de Jersey     | Basket-ball      | 2005                        | ABA                                     | YMCA of Newark and Vicinity |

## Transport
Newark est un centre pour le trafic aérien, routier, ferré et maritime. C'est un passage important du Grand New York et du Nord-Est des États-Unis. L'aéroport international Liberty de Newark, situé à Newark, est le second aéroport de l'agglomération de New York, et le quatorzième du classement national au niveau du nombre de passagers. Juste à l'est se trouve le New Jersey Turnpike, autoroute majeure disposant de quinze voies, et le port de Newark, le quinzième du monde.
Les autoroutes principales sont le New Jersey Turnpike (Interstate 95), l'Interstate 280, l'Interstate 78, la Garden State Parkway, les U.S. Routes 1&9, U.S. Route 22, et la Route 21. Newark est connectée au Holland Tunnel et à Lower Manhattan par le Pulaski Skyway.
La Newark Penn Station, située juste à l'est du centre, est une gare majeure pour la ville et la région, connectant le système du PATH (qui relie Newark à Manhattan) avec trois lignes du système New Jersey Transit et d'Amtrak vers Philadelphie et Washington.

## Jumelages
- Aveiro (Portugal)
- Banjul (Gambie)
- Belo Horizonte (Brésil)
- Douala (Cameroun)
- Freeport (Bahamas)
- Gandja (Azerbaïdjan)
- Kumasi (Ghana)
- Monrovia (Liberia)
- Porto Alegre (Brésil)
- Xuzhou (Chine)

## Personnalités liées à la ville
Parmi les personnalités les plus célèbres originaires de Newark figurent les écrivains Stephen Crane, Allen Ginsberg, Philip Roth (dont les romans Pastorale américaine et Le Complot contre l'Amérique se déroulent dans la ville), Amiri Baraka, Harlan Coben, Virlana Tkacz, Nick Tosches et Paul Auster, la sous-secrétaire d'État Ellen Tauscher, le cinéaste Brian De Palma, les acteurs Ray Liotta, Jerry Lewis et Joe Pesci, l'artiste contemporaine Barbara Kruger, l'évêque épiscopalien John Shelby Spong, le prêtre protecteur des afro-américains Bernard J. Quinn, la chanteuse Whitney Houston, les musiciens Paul Simon et Art Garfunkel, le saxophoniste et compositeur Wayne Shorter, le saxophoniste Ike Quebec, les rappeurs et acteurs Ice-T et Redman, le groupe de rap de Tupac Shakur : Outlawz et le chanteur de My Chemical Romance, Gerard Way ainsi que son frère, bassiste dans le même groupe, Mikey Way, le champion du monde des poids moyens de boxe Marvin Hagler, l'ancien joueur de basket de la NBA, Shaquille O'Neal, l'athlète Renaldo Nehemiah.
L'avocate et suffragette Mary Philbrook a ouvert un cabinet d'avocats à Jersey City. Elle est à l'origine de l'aide juridictionnelle.

## Divers
Le film New Jersey Drive, réalisé par Howard McMaster en 1995, se déroule dans la ville de Newark et dans sa banlieue ; ce film présente la ville comme celle où se déroulent le plus de vols de voitures, la police locale y est fortement attaquée.
Créée par David Chase et produite par HBO, la série télévisée Les Soprano, consacrée à la mafia italo-américaine du New Jersey se déroule à Newark et dans sa banlieue.
La série uchronique The Plot Against America se déroule également en grande partie à Newark, dans le quartier juif de Weequahic. 